# Malmøya (Larvik)
Malmøya est une île de la commune de Larvik, dans le comté de Vestfold en Norvège. 

## Description
Malmøya est la plus grande île de Larvik. Elle a probablement été utilisée par les pêcheurs depuis le Moyen Âge, avec quelques cultures à partir du XVIIe siècle sur les plaines du nord.

## Aires protégées
- La Réserve naturelle de Malmøya a été créée en 2006 et occupe la moitié sud de l'île.

- La Zone de conservation du biotope de Sundskjæra a été créée en 2009 et occupe les deux îlots de Sundskjæra qui sont situés au nord-ouest de Malmøya.

## Galerie

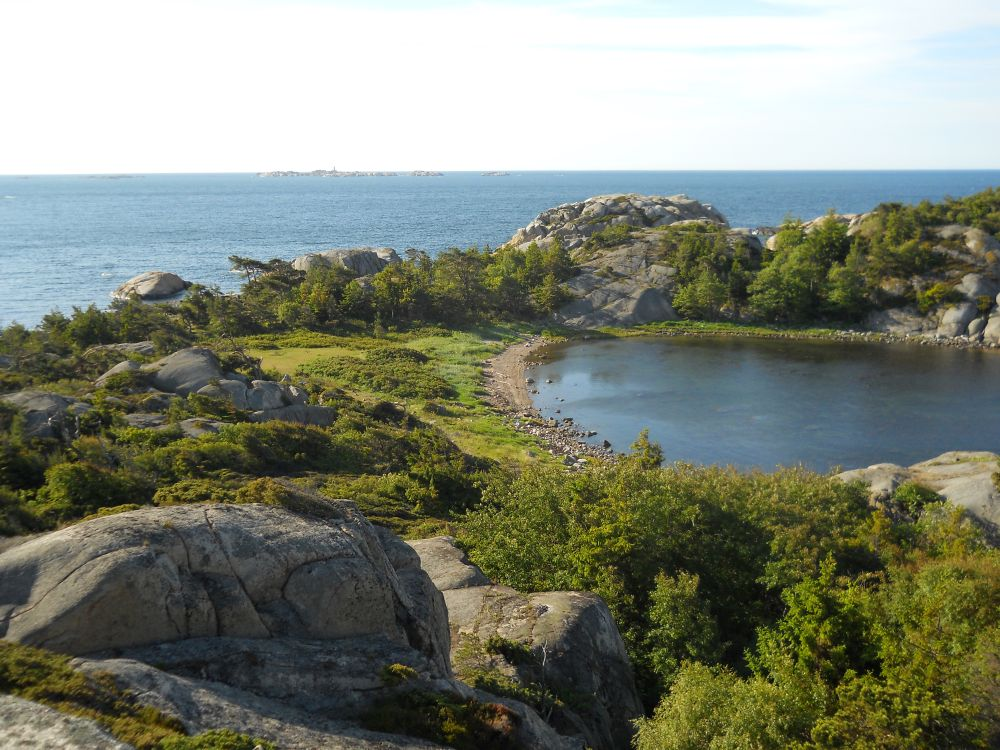
Réserve naturelle de Malmøya
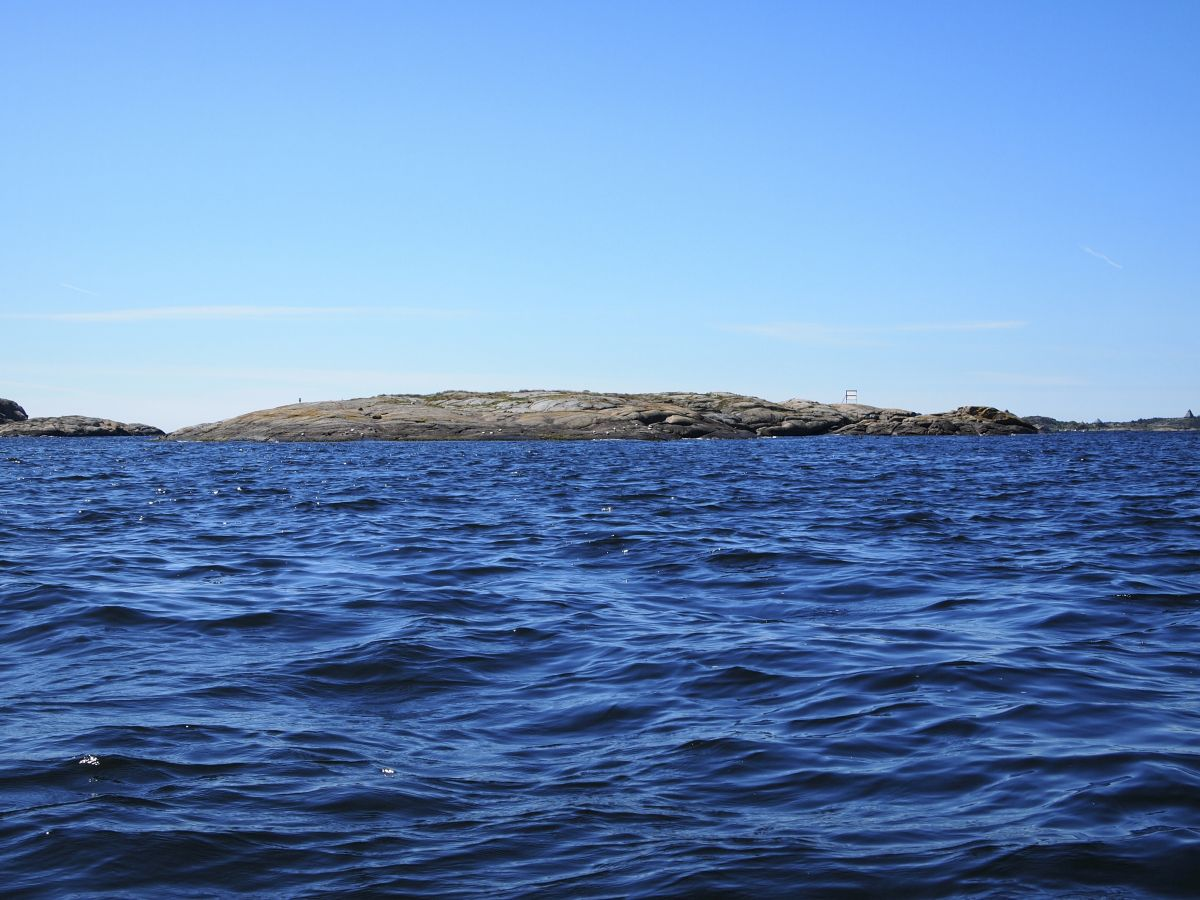
Les îlots de Sundskjaera